# Прикривен
Прикривен (енгл. The Hidden) је амерички научнофантастични хорор филм из 1987. године, режисера Џека Шолдера у продукцији компаније Њу лајн синема, са Кајл Меклахланом, Мајкл Нуријем и Ед О’Росом у главним улогама.

## Радња
Полицајац из Лос Анђелеса, Том Бек (Мајкл Нури), коме се против његове воље придружује мистериозни агент ФБИ, Лојд Галагер (Кајл Меклахлан), истражује низ злочина које су починили поштени грађани претварајући сваки дан у зло. Бек открива не само да је непријатељ нико други до ванземаљац који преузима тела невиних људи да би починио своја недела, већ и да је његов саиграч из ФБИ, такође посетилац са звезда. 

## Улоге
| Глумац             | Улога                    |
| ------------------ | ------------------------ |
| Кајл Меклахлан     | агент ФБИ-а Лојд Галагер |
| Мајкл Нури         | детектив Том Бек         |
| Ед О’Рос           | детектив Клиф Вилис      |
| Клаудија Кристијан | Бренда Ли Ван Бјурен     |
| Кларенс Фелдер     | поручник Џон Мастерсон   |
| Клу Гулагер        | поручник Ед Флин         |
| Вилијам Бојет      | Џонатан Милер            |
| Ричард Брукс       | детектив Санчез          |
| Лери Сидар         | Брем                     |
| Кетрин Кенон       | Барбара Бек              |
| Џон Макин          | сенатор Холт             |
| Крис Малки         | Џек Деврис               |
| Лин Шеј            | Керол Милер              |
| Џејмс Луизи        | продавац Ферарија        |
| Дени Трехо         | затвореник               |